# Oudan (Loire)
Der Oudan ist ein Fluss in Frankreich, der im Département Loire in der Region Auvergne-Rhône-Alpes verläuft. Er entspringt in den Monts de la Madeleine, beim Weiler Sallien, im Gemeindegebiet von Renaison, entwässert generell in östlicher Richtung und mündet nach rund 18 Kilometern im nördlichen Stadtgebiet von Roanne als linker Nebenfluss in die Loire. Im Mündungsabschnitt quert der Oudan den Schifffahrtskanal Canal de Roanne à Digoin.
Der Fluss verläuft nördlich des Flughafens von Roanne.

## Orte am Fluss
(Reihenfolge in Fließrichtung)
- Saint-Haon-le-Châtel
- Renaison
- Saint-Romain-la-Motte
- Riorges
- Roanne

## Sehenswürdigkeiten
Die Querung des Canal de Roanne à Digoin erfolgt über eine Pont Pisserot genannte Kanalbrücke. Die Besonderheit liegt darin, dass hier der Fluss den Kanal überquert und nicht umgekehrt, wie es sonst üblich ist. Erbaut wurde die Brücke 1897 von Léonce-Abel Mazoyer.